# Стэнли, Джон Микс

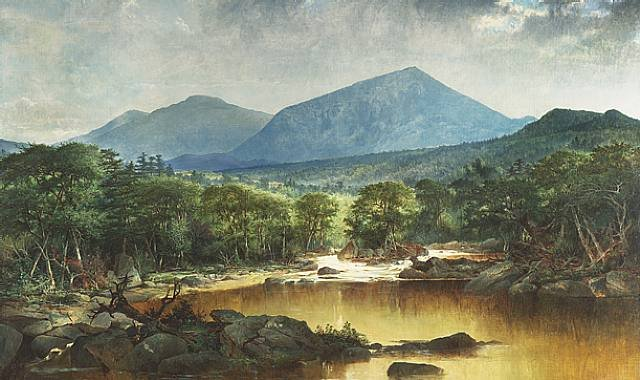
«Река в горном пейзаже»
Холст, масло, 1840-е годы

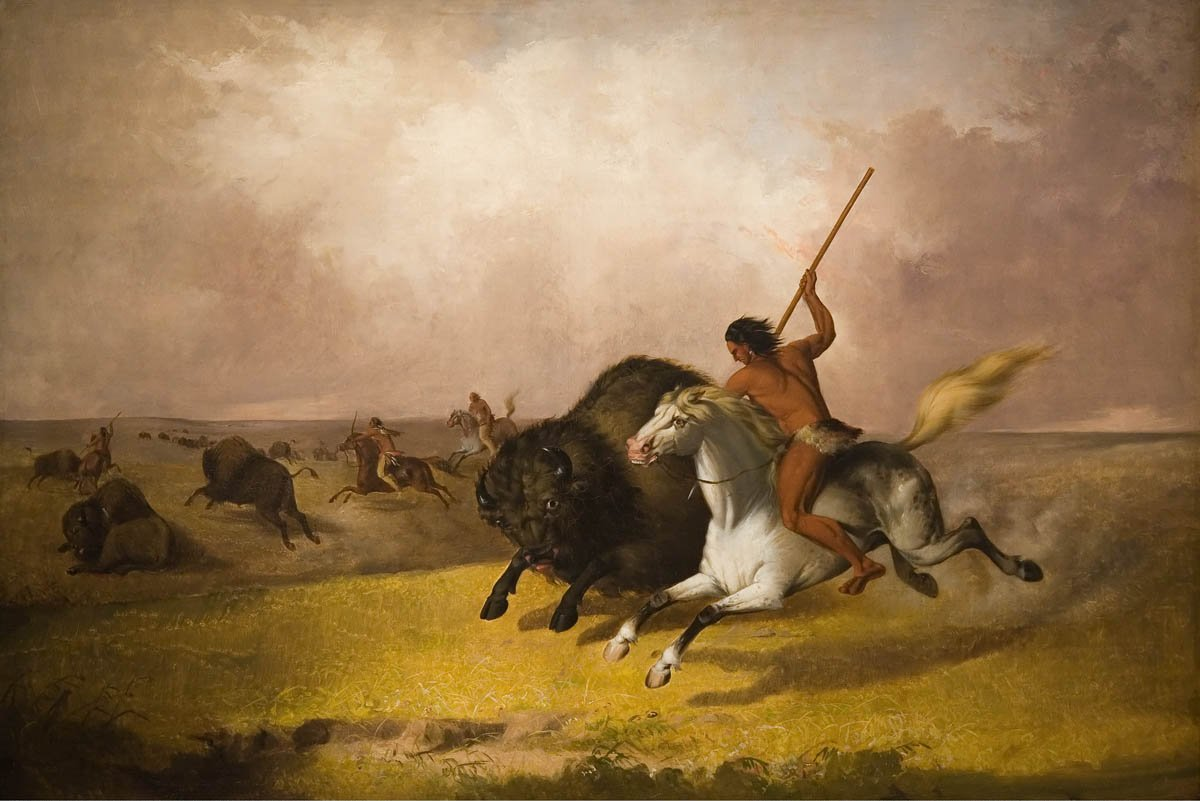
«Охота на бизонов в юго-западных прериях»
Холст, масло, 1845 год, Смитсоновский музей американского искусства

Джон Микс Стэнли (англ. John Mix Stanley, 17 января 1814 — 10 апреля 1872) — американский живописец, пейзажист и портретист, автор картин, изображающих жизнь коренных американцев.

## Биография
Уроженец Канандейгуа (штат Нью-Йорк). Родился в семье Сета и Салли (МакКинни) Стэнли. Осиротел в возрасте до 12 лет. В поисках работы в 1832 году уехал на Запад, где зарабатывал написанием портретов и вывесок. Весной 1843 года Стэнли сопровождал группу индейского агента Пирса М. Батлера до Совета на Техуакана-Крик. Во время американо-мексиканской войны в 1845 году Джон Микс Стэнли присоединился к экспедиции полковника Стивена Уоттса Кирни в Калифорнию, где создал много эскизов и картин этой военной кампании. В 1848 году он отправился на Гавайи, где провёл год, создавая портреты членов королевской семьи. В 1853 году он путешествовал по Панамскому перешейку. Также он изобразил воинов-команчей в их естественной среде. В 1864 году он переехал в Детройт и остался там на всю оставшуюся жизнь. Стэнли помогал в организации Детройтского Института Искусств.
Основные интересы и симпатии Стэнли были связаны с индейцами. Смитсоновский институт выставил на обозрение его картины, но Конгресс никогда не ассигновал на них средства. Более 200 его работ были уничтожены при пожаре в Смитсоновском институте 1865 года.
Коллекции работ Джона Микса Стэнли представлены в следующих музеях и галереях:
- музей Амон Картер (Форт-Уэрт, штат Техас),
- Художественный музей Университета штата Аризона (Темпе, штат Аризона),
- Исторический центр Буффало Билл (Коди, штат Вайоминг),
- Галерея искусств Коркорана (Вашингтон, округ Колумбия),
- Денверский художественный музей,
- Детройтский институт искусств,
- Эйтелджоргский музей американских индейцев и западных искусств[1] (Индианаполис, штат Индиана),
- Гилскисский музей (Талса, штат Оклахома),
- Гонолулская академия художеств,
- Музей Метрополитен (Нью-Йорк),
- Национальная галерея искусств (Вашингтон, округ Колумбия),
- Национальная портретная галерея (Вашингтон, округ Колумбия),
- Фениксский художественный музей (Финикс, штат Аризона),
- Роквеллский музей (Корнинг, штат Нью-Йорк),
- Смитсоновский музей американского искусства (Вашингтон, округ Колумбия),
- Музей изобразительных искусств Старка (Ориндж, штат Техас),
- Музей изобразительных искусств Университета Аризоны (Тусон, штат Аризона),
- Библиотека Уильяма Л. Клементса (Мичиганский университет, Анн-Арбор, штат Мичиган, США),
- Вустерский музей искусств (Вустер, штат Массачусетс),
- Художественная галерея Йельского университета (Нью-Хейвен, штат Коннектикут).